# Grans
Grans is een gemeente in het Franse departement Bouches-du-Rhône in de regio Provence-Alpes-Côte d'Azur en maakt deel uit van het arrondissement Aix-en-Provence. De gemeente telde 5.382 inwoners op 1 januari 2022.

## Geografie
De oppervlakte van Grans bedraagt 27,6 vierkante kilometer; Op 1 januari 2022 was de bevolkingsdichtheid 195 inwoners per km².
Grans is een van gemeenten van de nieuwe stad Ouest Provence.
De onderstaande kaart toont de ligging van Grans met de belangrijkste infrastructuur en aangrenzende gemeenten.

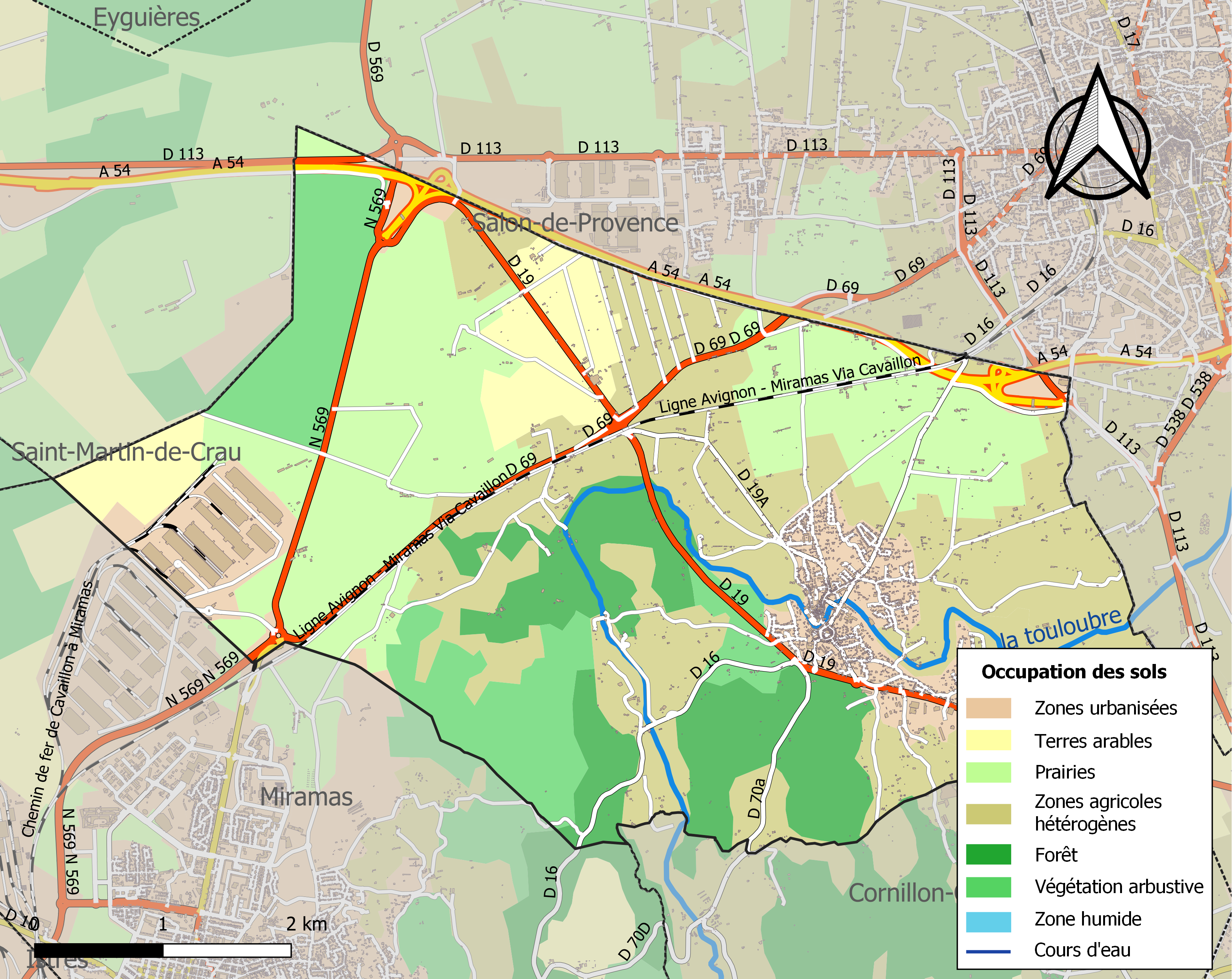

## Demografie
Onderstaande figuur toont het verloop van het inwonertal.
Vanwege een beveiligingsprobleem met de MediaWiki Graph-software is het momenteel niet mogelijk deze grafiek weer te geven. Zodra de software is bijgewerkt zal de grafiek vanzelf weer zichtbaar worden.

## Geboren in Grans
- Germaine Richier (1902-1959), Frans beeldhouwster